# RX Bandits
RX Bandits ist eine vier Mitglieder umfassende Band aus Seal Beach, Orange County, Kalifornien. Die Band begann ihre Laufbahn im Jahr 1995 im Rahmen der Third-Wave-Ska Bewegung als Genretypische Ska-Punk-Band, bevor sie mit ihrem dritten Album Progress begann, einen rockigeren und experimentelleren eigenen Sound zu entwickeln. Dieser Stil lässt sich am besten als eine Mischung aus Progressive Rock, Punkrock und Reggae bezeichnen.

## Bandgeschichte
RX Bandits wurde 1995 in Seal Beach von Sänger Matt Embree, Bassist Franz Worth, den Bläsern Rich Balling und Noah Gaffney sowie dem Schlagzeuger Chris Tsagakis unter dem Namen The Pharmaceutical Bandits gegründet. Ein erstes Demo erschien 1997. Kurz darauf unterschrieb die Band bei Antedete Records und veröffentlichte dort ihr Debütalbum Those Damn Bandits. Von dort wechseln sie zu Drive-thru Records, die das zweite Album Halfway Between Here and There zunächst unter dem alten Namen veröffentlichen. Kurz darauf entschließt sich die Band jedoch ihren Namen zu RX Bandits zu verkürzen und das Album wurde erneut unter dem neuen Namen veröffentlicht. Nach Tourneen als Vorband für New Found Glory, Bloodhound Gang und Reel Big Fish, stiegen Worth und Gaffney aus. Der neue Bassist James Salomon blieb jedoch nur für das Album Progress und wurde anschließend durch Joseph Troy ersetzt, der auch heute noch bei den RX Bandits spielt.
Vor dem Album The Resignation ändert sich fast das komplette Line-up, als einzige Originalmitglieder bleiben Embers und Tsagakis der Band erhalten. Das Album ist auch das erste, das in die Billboard 200 kommt. Es erreichte Platz 148. Anschließend gründete Sänger Embree ein eigenes Label namens Mash Down Babylon Records, das zunächst die Live-DVD RX Bandits Live: Vol.1 veröffentlicht. Auch das 2006er Album … And the Battle Begun (2006) erschien dort. Das Album erreicht Platz 117 in den Billboard-Charts. Im Sommer 2009 erschien das Album Mandala, welches von Sargent House produziert wurde. 2010 erschien am Records Store Day eine streng limitierte Live-Acoustic-EP.
Im April 2011 kündigte die Band an, keine Sommertourneen mehr durchführen zu wollen. Das Statement war missverständlich formuliert, so dass die Band später bekannt gab, keine Pläne zu haben, sich aufzulösen. Die Band wolle nur live etwas kürzertreten.
Im Jahr 2014 veröffentlicht die Band, weiterhin auf ihrem eigenen Label, das Album „Gemini, her Majesty“.

## Musikstil
Die oft abgekürzt RXB genannte Band hat einen starken politischen Anspruch, der sich in ihren Songtexten niederschlägt. Auch waren sie an der Rock-Against-Bush-Aktion beteiligt. Musikalisch waren RX Bandits zunächst eine Skapunkband mit einigen Elementen aus dem Alternative Rock. Ab dem Album …And the Battle Begun traten die Ska-/Reggae-Einflüsse stark in den Hintergrund und die Gruppe spielt seitdem Indie-Rock beziehungsweise Progressive Rock.

## Diskografie

### Alben
- 1998: Those Damn Bandits (zunächst als The Pharmaceutical Bandits, später Neuveröffentlichung auf Drive-thru Records)
- 1999: Halfway Between Here & There (Drive-thru Records)
- 2001: Progress (Drive-thru Records)
- 2003: The Resignation (Drive-thru Records)
- 2006: … And the Battle Begun (Mash Down Babylon Records/Sargent House)
- 2009: Mandala (Sargent House)
- 2014: Gemini, Her Majesty (Uppercut / Primary Wave)

### Sonstige Veröffentlichungen
- 1997: Demo[stration] (Demoaufnahme als The Pharmaceutical Bandits)
- 2004: Live Vol. 1 (DVD, Mash Down Babylon Records)
- 2010: Live at Park Ave (EP, limitierte Veröffentlichung, Sargent House)
- 2013: Covers (EP, Uppercut/Primary Wave)